# Виленка (Рязанская область)
Виленка — село, центр Виленского сельского поселения Михайловского района Рязанской области России.

## География
Село расположено по обе стороны ручья Виленка притоке р. Прони.
В селе есть 6 прудов — Ждановский, Сазонов, Попов, Морозов, Клинский, БАМ.
Почва чернозёмная, но местами по склонам или на пригорках с примесью глины.

## Население
| 1859 | 1897  | 1906  | 1911  | 1929  | 2007  | 2010  |
| ---- | ----- | ----- | ----- | ----- | ----- | ----- |
| 2360 | ↗3185 | ↗3412 | ↗4000 | ↗5279 | ↘1224 | ↘1221 |

## Этимология
- Вероятнее всего, населённый пункт был назван по ручью. Происхождение гидронима не установлено.
- По мнению М. Михеева и М. Судановой, населённый пункт получил название по извилинам рельефа окружающей местности[8].
- А.А. Шахматов относит наименование села к разряду перенесённых топонимов. Пытаясь обосновать общность происхождения радимичей и переселившихся в Поочье вятичей, он отмечает совпадение названий р. Прони, Видлинки в Могилевской губернии и р. Прони и с. Вилинки в Рязанской области[9].
- C.К. Кузнецов предполагает, что название села происходит из эрзя-мордовского веле «деревня»[10].
- Нуждается в обосновании включение названия Вилинка в ряд приокских гидронимов Веля, Велья, Велейка, Велинка, которые трактуются как балтизмы[11].
- Наиболее вероятно возникновение названия на славянской языковой почве.

## История
Первые поселения села Виленки были вначале 1786 года (или 1800 года).
Это были переселенцы из Михайловской (Арефенской) подгорной стороны.
Первоначально село именовалось Блахниным.
На берегах р. Проня много известкового камня, который добывали вручную и использовали для своих построек.
Строения были деревянные, каменные и глинобитные.
В 1870 году было открыто церковно-приходское попечительство при местной церкви.
Основное занятие жителей села было общинное земледелие.
Земля была поделена по ревизским душам, а в 1879 году землю разделили по наличным.
Срок передела был двенадцатилетний.
Хлеб продавали в г. Михайлове и Зарайске.
Большая часть земледельцев занималась местными промыслами: плотники, кузнецы, портные.
Жители уходили на кирпичные заводы, работали кучерами в Москве, легковыми извозчиками, дворниками.
Многие мужчины и женщины уходили на торфоразработки в село Зуево Московской губернии.
Многие женщины занимались плетением кружев и продавали их местным городским скупщикам.
Из торговых и промышленных заведений в 1887 году: 1 кабак, 3 лавки, 1 чайная, 2 кузнецы и 1 маслобойная.
В 1906 году в селе были каменная церковь, земская школа, приходская школа, мел. лавки, казенная винная лавка, земская библиотека при волостном правлении, 2 чайные лавки.
В 1911 году насчитывалось около 2 000 детей школьного возраста. Однако в школе числилось всего 169 человек, из них 13 девочек.
До 1924 года село было административным центром Виленской волости Михайловского уезда Рязанской губернии. Здесь же находилось волостное правление.

## Церковь Рождества Пресвятой Богородицы
В 1799 году деревянная церковь в честь Рождества Пресвятой Богородицы, находившаяся в Михайлове, перенесена была в Виленку, а с ней вместе перемещён был и священник, служивший при той церкви.
Каменный придельный храм во имя Покрова Пресвятой Богородицы был выстроен в 1824 г, а в 1838 году на том же самом месте на средства прихожан была построена ныне существующая каменная церковь во имя Рождества Пресвятой Богородицы.
В 1867 году была пристроена Каменная колокольня.
К 1892 году церковь состояла из алтарного полукружия, из настоящей и трапезной церкви, где помещались приделы.
В 1900 году причту было разрешено возобновить в церкви иконостас и церковную живопись. В описании сказано, что настоящая в основании имела форму четырёхугольника, и «затем возвышается круглой башней; трапезная имеет форму четырёхугольника».
Настоящая была расписана живописью; в ней над престолом устроена была сень.
Утварью храм был достаточным.
Земли под погостом церковным было 26 десятин; пахатной 33 десятины, неудобной, находящейся под болотами – 5 десятин Всего 38 десятин, 26 квадратных сажень.
Земли находились в бесспорном владении причта.
Ходатайства за закреплением за церковью как пахатной, так и усадебной земли, с разрешения епархиального начальства было возбуждено в 1914 году.
Дом для священника составлял собственность церкви, а дома диакона и псаломщика были собственными.
Церкви принадлежало и каменное здание церковной сторожки.
В храме были почитаемые иконы.
Особенно почиталась икона великомученика и целителя Пантелеимона, присланная с Афона в 1871 г.
В 1940 году церковь закрыли.
Состав прихода
- Виленки
- Лобановские Выселки (до 1836)

Престолы
- главный — в честь Рождества Пресвятой Богородицы (1838).
- второй — в честь Покрова Пресвятой Богородицы (1824).
- третий — во имя Архистратига Божия Михаила.